# Diplôme d'études universitaires générales en sciences et techniques des activités physiques et sportives
Pour les articles homonymes, voir Diplôme d'études.
En France, Le Diplôme d'études universitaires générales Sciences et techniques des activités physiques et sportives est le premier diplôme universitaire (bac+2) dans les études sur le sport.

## Historique
Entre 1993 et 1997, le programme est fixé par l'arrêté du 20 janvier 1993.
À partir de 1997, et jusqu'à l'application de la réforme LMD, le programme est fixé par l'arrêté du 23 mai 1997.
Actuellement, le DEUG STAPS est le diplôme intermédiaire d'une Licence STAPS (qui n'a pas forcément ce nom puisque les intitulés ne sont plus fixés nationalement, la filière STAPS peut par exemple faire partie du domaine Sciences et Technologies).